# Lettres québécoises
Lettres québécoises (LQ) est une revue littéraire fondée à Montréal en 1976.
Publiée quatre fois par année, elle propose des dossiers sur des sujets d’actualité littéraire, des chroniques sur la création et le monde du livre et un cahier critique dans lequel sont recensées les plus récentes nouveautés en littératures québécoise et canadien-français.

## Histoire de la revue
Depuis sa fondation en 1976 à Montréal par Adrien Thério, Lettres québécoises s’identifie comme la revue de l’actualité littéraire au Québec et s'intéresse à tous les genres littéraires : roman, nouvelle, poésie, essai, biographie, mémoires, éditions critiques, et plus encore. LQ publie des dossiers thématiques, des entrevues avec des auteurs, des profils d’écrivains, des comptes rendus critiques de livres et des informations concernant des événements littéraires, prix et distinctions.
En 2017, avec l'entrée en poste d'Annabelle Moreau à la rédaction, la revue est repensée : elle adopte un style plus épuré, sur la page couverture se trouvent les lettres LQ et non plus Lettres québécoises[réf. souhaitée]. De plus, de nouvelles sections font leur apparition, ainsi que des photographies et des illustrations.
Depuis 2022, la revue produit les Balados LQ dans le cadre d'une collaboration avec Littérature québécoise mobile. Les épisodes, mis en ligne sur la plateforme Opuscules ainsi que sur le site web de LQ, servent de suppléments audio à la lecture du magazine. Chaque épisode propose des discussions, avec des auteurs et des créateurs autour des thématiques du plus récent numéro.
La revue est subventionnée par le Conseil des Arts du Canada, le Conseil des Arts de Montréal et par le Conseil des Arts et des Lettres du Québec. Lettres québécoises est répertoriée dans Érudit depuis 2010, ainsi que dans MLA International Bibliography et l'Index des périodiques canadiens. La revue est membre de la Société de développement des périodiques culturels québécois (SODEP) depuis 1978.

## Comité de rédaction et contributeurs
En 2021, l'éditrice et autrice Mélikah Abdelmoumen succède à Annabelle Moreau au poste de rédactrice en chef.
L'équipe de Lettres québécoises est, en 2022, composée de l'éditeur Alexandre Vanasse, du directeur du cahier « Critique » Nicholas Giguère et de la responsable des communications et de la promotion Mégane Desrosiers. Dans le comité de rédaction, on retrouve Isabelle Beaulieu, Josiane Cossette, Marie-Michèle Giguère, Mélikah Abdelmoumen, Mégane Desrosiers et Nicholas Giguère.

### Rédacteurs en chef
- 1976-1990 : Adrien Thério[2]
- 1990-2016 : André Vanasse (directeur adjoint de 1978 à 1990) [10]
- 2017-2021 : Annabelle Moreau[11]
- 2021-aujourd'hui : Mélikah Abdelmoumen

## Prix et honneurs
- 2004 : finaliste du Grand Prix du Conseil des arts de la Ville de Montréal[12].

- 2012 : prix d'excellence de la SODEP, prix du journalisme culturel – portrait ou entrevue pour l'article de Jacques Allard intitulé « Raconter le monde », entrevue avec Naïm Kattan[13].

- 2013 : prix d'excellence de la SODEP, prix du jury pour souligner le travail exceptionnel d'André Vanasse au sein de la revue Lettres québécoises[14].

- 2014 : prix d'excellence de la SODEP, prix du journalisme culturel – portrait ou entrevue, pour l'article de Eric Dupont intitulé « Chinoiseries », profil de l'œuvre de Mélanie Vincelette[15].
- 2018 : prix d'excellence de la SODEP, prix portrait ou entrevue pour l'article « Je ne renierai jamais la femme qui me hante » de Catherine Mavrikakis[16].
- 2018 : prix d'excellence de la SODEP, prix création littéraire pour « La mort est d’une patience d’arbre qui chaque jour prend soleil à nos visages » de Fernand Durepos[17].
- 2018 : prix d'excellence de la SODEP, prix création visuelle pour « Lecture illustrée de L’hiver de force de Réjean Ducharme » de Catherine Ocelot[16].
- 2019 : prix d'excellence de la SODEP, prix portrait ou entrevue pour l'article « La grosse hostie » de Ralph Elawani[18].
- 2019 : prix d'excellence de la SODEP, prix texte d'opinion critique pour l'article « Bleue est la couleur des livres qui sombrent en nous » de Sophie Létourneau[18].
- 2019 : prix d'excellence de la SODEP, prix création visuelle pour « Lecture illustrée de La rivière sans repos de Gabrielle Roy » de Mélodie Vachon Boucher[18].
- 2019 : prix d'excellence de la SODEP, prix revue de l'année[18].
- 2020 : prix d'excellence de la SODEP, prix portrait ou entrevue pour l'article « Fanny passe à travers les murs » d'Alexia Bürger[19].
- 2020 : prix d'excellence de la SODEP, prix création littéraire pour « Sans titre » de Kim Doré[19].
- 2020 : prix d'excellence de la SODEP, prix création visuelle pour « Lecture illustrée de La femme qui fuit d’Anaïs Barbeau-Lavalette » de Pierre Bouchard[19].
- 2021 : prix d'excellence de la SODEP, prix dossier pour « Kevin Lambert + « Écrire queer » » d'Annabelle Moreau, Oumayma B. Tanfous, Alexandre Vanasse, Nicholas Giguère et Kevin Lambert[20].
- 2022 : prix d'excellence de la SODEP, prix article de vulgarisation pour l'article « Trop laide ! Trop politique ! Trop féministe ! La langue inclusive a-t-elle sa place dans la littérature ? » de Suzanne Zaccour[21].
- 2022 : prix d'excellence de la SODEP, prix page de couverture pour « L’essai au Québec : Écrivons-nous pour changer le monde ? » par Benoît Erwann Boucherot et Alexandre Vanasse[21].